# Ivan Ropet

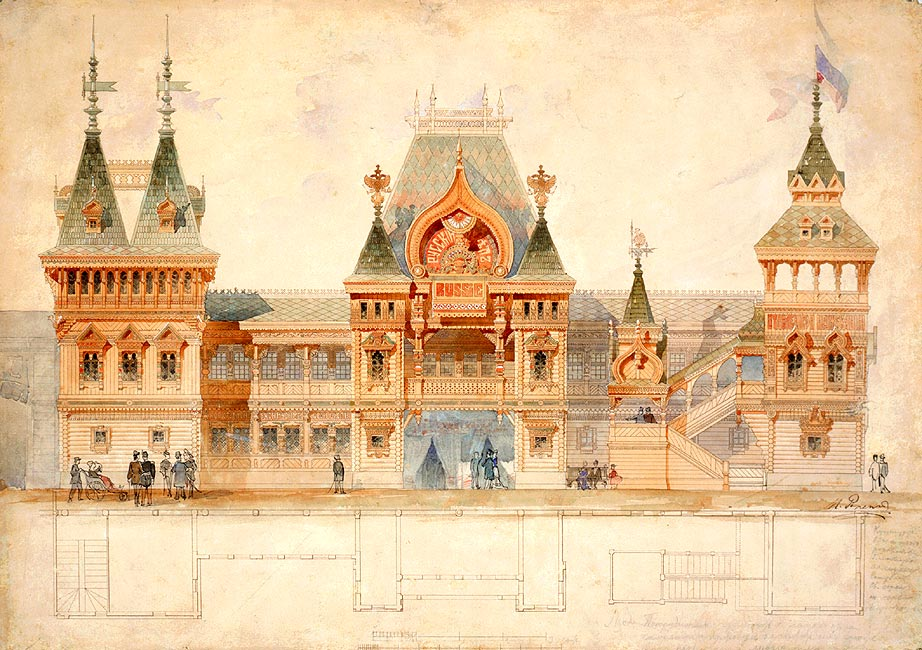
Esquisse du pavillon russe de l'Exposition universelle de 1878

Ivan Ropet (en russe : Иван Павлович Ропет), pseudonyme pour son véritable nom Ivan Nikolaïevitch Petrov, né en 1845 à Peterhof — décédé le 2 décembre 1908 (15 décembre dans le calendrier grégorien) à Saint-Pétersbourg, est un architecte russe qui a exercé un rôle important dans la formation du style néo-russe, par ses constructions, ses esquisses d'intérieurs et d'objets décoratifs. C'est un représentant de l'éclectisme, fondateur de la tendance qui porte son nom, « ropetovski » dite aussi Style Ropet.

## Biographie
Ropet est né en 1845 dans une famille de Peterhof. Devenu orphelin, il est élevé chez son oncle « Pavlovitch ». Son pseudonyme « Ropeт » vient d'un l'anagramme de « Petrov » son nom à l'état-civil. Entre 1861 et 1871, il étudie à l'Académie russe des beaux-arts de Saint-Pétersbourg. Ropet subit l'influence de Alexeï Gornostaïev (en), un des fondateurs du style néo-russe. Ivan Ropet reçoit la médaille d'argent le 10 octobre 1864
Il collabore à la revue « Motifs dans l'architecture russe» , qui paraît de 1874 à 1880 et défend le développement du style « Gornostaïev » et les formes décoratives d'origine populaire et folklorique.
Il voyage aussi en Europe occidentale dans le but d'étudier l'architecture classique et contemporaine.
Avant ce départ, il a fait partie du cercle d'Abramtsevo dans la propriété de Savva Mamontov.
Deux petits bâtiments d'Abramtsevo eurent une importance considérable pour l'évolution du style russe. L'un d'eux est construit par Viktor Hartmann (le Teremok « atelier »), l'autre le « Petit Terem des bains » est construit par Ropet. Ce petit Terem se présente comme une demeure de conte de fées. Son toit pentu ressemble à une tente qui chapeaute la structure trapue en rondins. L'impression générale de miniature est accentuées par les accessoires qui sont démesurément grand par rapport à l'ensemble. C'était une époque où des hôtels particuliers étaient conçus pour ressembler à des maisons paysannes russes.   
Selon les mémoires d'Ilia Répine, enregistrées par Korneï Tchoukovski, Ropet est atteint d'une maladie lors d'un voyage en Italie, si bien que durant les six années qui suivirent il ne travailla pratiquement plus Avec le temps, Ropet cessa finalement toute activité malgré les propositions qu'il reçut encore pour réaliser des œuvres éclectiques ou d'art moderne.
Ropet meurt à Pétersbourg le 12 (25) décembre 1908. Il est inhumé au cimetière orthodoxe de Malookhtinski

## Œuvres
Beaucoup de constructions réalisées par Ropet le furent en bois, ce qui explique qu'un certain nombre de celles-ci n'ont pas été conservées.

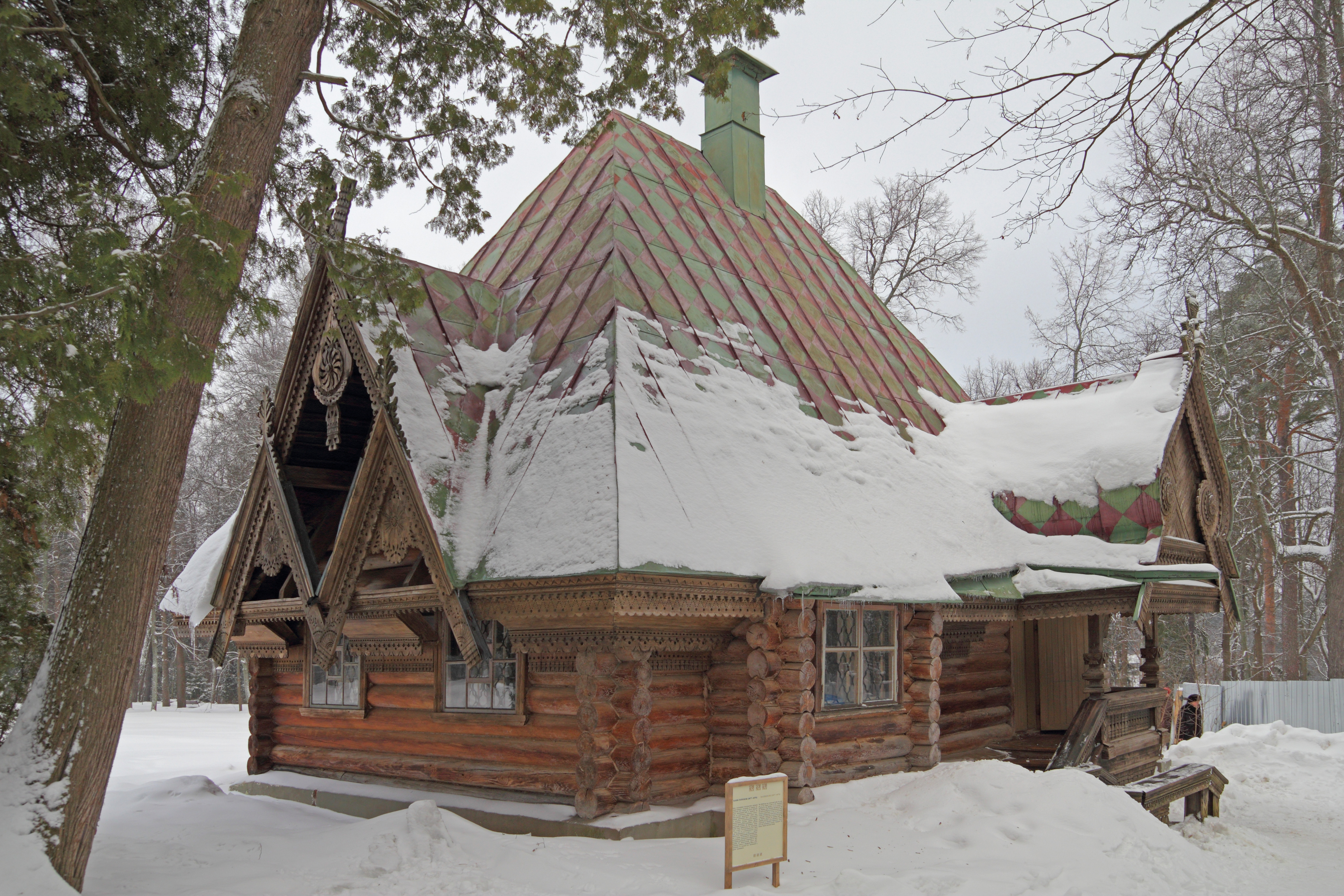
Teremok des bains à Abramtsevo

- 1869 : décoration de la salle du théâtre Krasnoselski à Pétersbourg (créateur du projet avec Fédor Kharmalov) décoré abondamment de sculpture en bois de genre folklorique ;
- 1872 : pavillon d'horticulture à l'Exposition polytechnique de 1872 à Moscou (ensemble avec F Kharmalov) ;
- 1877—1878 : le Teremok des bains à Abramtsevo ;
- 1878 : pavillon de la section russe de l'Exposition universelle de 1878; affiche pour le pavillon russe avec l'inscription « Ici on parle russe » ;
- 1879 : album sur l' « Émail byzantin. Édition Zvenigorod». Conception graphique ;
- 1886-1887 : remaniement de l'Église de la Nativité du Christ à Saint-Pétersbourg ;
- 1888 : pavillon de l'Exposition scandinave à Copenhague[5] ;
- 1893 : pavillon de la Russie à l'Exposition universelle de 1893 à Chicago ;
- 1896 : pavillon de l'horticulture à l'Exposition de toute la Russie à Nijni Novgorod en 1896 ;
- 1890 : édifice en pierre de l'ambassade de Russie à Tokyo ;
- 1898 : Maison du Peuple à Barnaoul.

## Sources
- (ru) Eugénie Kiritchenko L'architecte Ropet/Кириченко, Евгения Ивановна|Архитектор И. Ропет // Архитектурное наследство. № 20. М., 1972.
- (ru) Статья в энциклопедии «Кругосвет»